# 38. Kurentovanje (1998)
Kurentovanje 1998 je bil osemintridesetni uradni ptujski karneval, ki je potekal med 14. in 24. februarjem.
Letošnje 11-dnevno Kurentovanje, je pod vodstvom Branka Brumna, četrtič zapored organiziralo Gospodarsko interesno združenje za turizem Poetovio VIVAT. Letošnja novost je bil prvi prikaz slovenskih pustnih etnografskih likov in mask, na prvi dan kurentovanja z številnimi avtohtonimi liki, tako iz ptujskega okoliša kot tudi od drugod, danes bolj znana kot otvoritvena etnografska povorka. Osrednjo karnevalsko povorko se je v lepem vremenu zbralo okrog 50.000 obiskovalcev. Tudi znani televizijski voditelj Borut Veselko, se je v teh dneh za potrebe svoje adrenalinsko obarvane oddaje Odklop, pomešal med kurente. Prvič so izven Ptuja, v bližnji Lancovi vasi postavili karnevalski šotor, ki je bil odprt zadnjih pet dni fašenka. Častni pokrovitelj letošnjega Kurentovanja je bil Janez Podobnik, takratni predsednik državnega zbora.
V karnevalskem šotoru je med drugim nastopila tudi avstralska zvezdnica Gina G, ki je leta 1996 predstavljala Veliko Britanijo na Evroviziji, na kateri je zaslovela z svetovno uspešnico "Ooh Aah... Just a Little Bit".

## Celoten spored kurentovanja

### Glavni tradicionalni dogodki
| Od   | Dogodek                            | Dan                       |
| ---- | ---------------------------------- | ------------------------- |
| 1998 | 1. Otvoritvena etnografska povorka | predpustna sobota (14.2.) |
| 1960 | 38. mednarodna karnevalska povorka | pustna nedelja (22.2.)    |
| 1960 | 38. Pokop pusta                    | pustna torek (24.2.)      |

### Karnevalski šotor
| Od   | Dogodek                             | Dan                   |
| ---- | ----------------------------------- | --------------------- |
| 1994 | 5. Veliki karnevalski ples v maskah | pustna sobota (21.2.) |

## Glavni dogodki

### 1. Srečanje slovenskih pustnih etnografskih likov in mask (14.2.)
14. februarja, ob 11. uri dopoldan, je bila otvoritvena slovesnost pred mestno hišo. Ob 11.15 so na balkonu Mestne hiše zaigrale fanfare; ob 11.17 je prispela kočija z vodjo Kurentovanja Brankom Brumnom in predsednikom državnega zbora Janezom Podobnikom (letošnjim častnim pokroviteljem). 
Otvoritveno pustno slavje pa je spremljal oz. obiskal tudi Henry van der Kroon, predsednik evropskega združenja karnevalskih mest.
Ob 11.20 je tako ptujski župan Miroslav Luci seznanil vse številne prisotne obiskovalce, da je sprejel organizatorje in da naj vsi poslušamo kaj imajo za povedati. Nato je pustni deček v imenu mask, organizatorjev in pokroviteljev seznanil župana in vse prisotne, da je zdaj pustni čas norčij in ga prosil za začetek velikega ptujskega karnevala. Ob tem pa mu je predal pustno uniformo, ki si jo je župan nadel ob izhodu iz Mestne hiše. Župan je ustregel tej prošnji in predal mesto za 11 dni v roke organizatorjev z besedami; "Ptujski karneval naj se prične". Nato je sledil pok in padec zastave.
Prvič v zgodovini ptujskega kurentovanja so pripravili srečanje oz. prikaz slovenskih pustnih etnografskih likov in mask, povorko namenjeno posebej in samo vseslovenskim tipičnim etnografskim likom, skupinam in maskam, danes znana kot otvoritvena etnografska povorka. V prejšnjih letih so bili na otvoritveni slovesnosti samo kurenti in kopjaši. V preteklih časih enodnevnega kurentovanja pa so bili etnografski liki prikazani le na enem mestu.
Po nastopu maskiranega pihalnega orkestra pod vodstvom Toneta Horvata, so v skoraj pomladanskem vremenu, prvi etnografski povorki v zgodovini kurentovanja poleg ptujskih, haloških in ostalih komastih preganjalcih zime, nastopili tudi Laufarji (Cerkno), škoromati (Podgrad), mozirski pust ter tudi čarovnice in Butalci iz Cerknice. Ta etnografska povorka je požela tudi veliko pozornosti in zanimanja med običajnimi obiskovalci.
- Ptujske mažoretke
- Ptujski pihalni orkester
- Kurenti (koranti)
- Ostali etnografski liki (Ptujsko in Dravskega polje, Haloze)
- Laufarji (Cerkno)
- Škoromati (Podgrad)
- Ćarovnice in Butalci (Cerknica)

### 5. Veliki karnevalski ples v maskah (21.2.)
21. februarja, na pustno soboto zvečer, je potekal osrednji in običajno najbolj obiskan dogodek v karnevalskem šotoru in sicer velik karnevalski ples v maskah (bal), a letos ga je po obisku presenetljivo prehitel pustni ponedeljek. Najboljšim trem karnevalskim skupinam v šotoru je podelila nagrade v skupni vrednosti 190.000 tolarjev; prva nagrada je znašala 100.000 tolarjev, druga nagrada 60.000 tolarjev in tretjo nagrada 30.000 tolarjev.

### 38. Mednarodna karnevalska povorka (22.2.)
22. februarja, ob 14. uri, na pustno nedeljo, je na osrednji mednarodni karnevalski povorki sodelovalo 2000 mask, zbralo pa se je okrog 50.000 ljudi. Kljub temu da so bili kurenti najbolj številčni, pa jih ni bilo toliko kot prejšnja leta, najbrž zaradi pretoplega vremena. V etnografskem delu so poleg že uveljavlenih domačih skupin so nastopile še iz Benečije, Bolgarije in Hrvaške; kljub napovedim pa niso prišle skupine iz Avstrije in Albanije. 
Tedanji minister za malo gospodarstvo Janko Razgoršek in ptujski župan Miroslav Luci sta nadomeščala častnega pokrovitelja Janeza Podobnika kot njegova predstavnika, sta Jožetu Gašperšiču (predstavniku skupine Ptujski kurent) v imenu kurentov in vseh drugih udeležencev, izročila priložnostno darilo in sicer fotografijo mojstra domače in tudi svetovne fotografije, domačina Stojana Kerblerja.
V karnevalski del se je prijavilo 20 skupin, ki so na šaljiv način skušale predstaviti šibkosti političnega in gospodarskega področna na Ptujskem in širše. Za letošnjo karnevalsko povorko je bilo značilno, da je večina skupin prišla od drugod, kot da se Ptujčani ne bi znali našemiti, pa tudi osnošolskih in srednješolskih skupin, kot že nekaj zadnjih let ni bilo. Prvo nagrado je prejela "Haloška klonirana krava" it KTD Klopotec Soviče-Dravci.
| ETNOGRAFSKI DEL; - Ženitovanjski kopijaši (Markovci) - Pokači (Lovrenc na Dravskem polju) - Orači (Markovci) - Rusa (FS PD Destrnik) - Pustni plesači (Pobrežje, Videm) - Cigani (Dornava) - Orači (Dornava) - Klade (Spodnja Polskava) - Jürek in Rabolj (Rožmarin Dolena) - Ploharji (Cirkovce) - Mali in veliki orači (Lancova vas) - Mažoretke in godba na pihala (Laško) - Pihalna godba (Ptuj) - Delo v goricah (KTD Klopotec Soviče-Dravci) - Orači (Gerečja vas) - Viteško lokostrelski red Gašperja Lambergarja (Radovljica) - Teater Cizamo (KUD Trzin) - Zvončarji (Matulji) - Pustne maske (Benečija) - Gostje iz Pernika - Tamburaši in igralci KUD Oštrc Rude (Samobor) - Kurenti in koranti (več skupin) | KARNEVALSKI DEL; - Haloška klonirana krava (KTD Klopotec Soviče-Dravci) - Pika Nogavička in njeni otroci (Bukovci) - Guma (gledališče Kranj) - Slovenčki na poti v Evropo (Dvorjane) - Dupleška mornarica (Dvorjane) - Nemški vojaki (Vitanje) - Center z rusami (Ptuj) - Lep prikaz dopusta (Polenšak) - Natovi vojaki - Ostanek vojske tretjega rajha - ...in še ostalih 10 karnevalskih skupin |

### Pustni ponedeljek (23.2.)
23. februarja, na pustni ponedeljek v karnevalskem šotoru, je bila otroška maškerada in pustni žur za mlade, na katerem sta mladino animirali Moni in Romana Kranjčan. Najbolj obiskan dan letos v šotoru z 3.800 prodanimi vstopnicami so zvečer zaokrožili Zoran Predin, Adi Smolar in Pero Lovšin.

### 38. Pokop pusta (24.2.)
Na pustni torek, 11. februarja, so na popoldanskem dogajanju v mestu tudi uradno pokopali pust. Vsi uradi, trgovine in šole so se zaprli že dopoldan. V šotoru so dopoldan rajanje otroci iz vrtcev, od 12. ure naprej pa je osnovnošolce zabavala skupina Napoleon, končalo se je z skupino Karavans.

## Karnevalski šotor
Karnevalski šotor je bil postavljen že peto leto zapored ter tretjič zapored na parkirišču za glavno ptujsko avtobusno postajo. Šotor je bil letos še večji kot lani, saj je sprejel kar 4.000 obiskovalcev (od tega 2.500 sedišč). Vsak večer so se predstavljale različne etnografske maske ter kurenti in različne glasbene skupine. Odvijale pa so se tudi različne matineje šol in vrtcev. Od vseh najavljenih je odpovedala samo Helena Blagne.
Prve tri dni kljub zvenečim imenom, in tudi nastopu avstralske zvezdnice z svetovno uspešnico "Ooh Aah... Just a Little Bit" je bilo v šotoru ob večernih nastopih presenetljivo malo gledalcev, precej manj kot smo bili vajeni prejšnja leta. Povprečne obisk vseh 11 dni pa je bil zadovoljiv, povprečno 2500 ljudi na dan. vsak dan ob 14.30 so bile na sporedu različne matineje, vstop v dvorane pa je bil vsak dan do 16. ure prost, potem pa je bilo treba plačat. Za 11-dnevne prepustnice je bilo treba odšteti 5.998 tolarjev, na voljo pa je bilo le 1200 takšnih kart; karnevalske matineje pa so stale po 250 tolarjev.
Največji in najbolj obiskan dogodek ni bil "Veliki pustni bal v maskah" na pustno soboto, ampak pustni ponedeljek kot so prodali 3.800 vstopnic.

### Parkirišče za ptujsko avtobusno postajo
- Kurenti (koranti) in ostali etnografski liki so se predstavljali vsak večer
- 14.-16.2. – Agropop, Rok 'n' Band in Gina G (avstralska zvezdnica),...
- 17.2. – Ritmo Loco (predpustni torek)
- 18.2. – Soulfingers (pustna sreda)
- 19.2. – Dixie Band, Old America (pustni četrtek)
- 20.2. – Brasilshow (pustni petek)
- 21.2. – Helena Blagne ft Spiced Girls (pustna sobota)
- 22.2. – M4M, Gašperji, Ptujskih 5 in Vinko Šimek (pustna nedelja)
- 23.2. – Moni, Romana Kranjčan, Zoran Predin, Adi Smolar in Pero Lovšin (pustni ponedeljek)
- 24.2. – dopoldansko rajanje vrtcev, ob 12. uri rajanje osnovnih šol z skupino Napoleon, večerna zabava z skupino Karavans (pustni torek)

## Pokrovitelji

### Glavni
- Mestna občina Ptuj

### Ostali
- Perutnina Ptuj
- Talum
- Kmetijski kombinat Ptuj
- Nova KBM
- Sart
- Albin Promotion
- Zavarovalnica Maribor
- Večer
- Certus
- Pivovarna Laško
- Petrol
- Telekom Slovenije
- Turistična zveza Slovenije

## Nagrade

### Karnevalske skupine
Namesto denarnih so letos prejeli le praktične nagrade;
|            | Nastopajoči                                            | Nagrada                            |
| ---------- | ------------------------------------------------------ | ---------------------------------- |
| 1. nagrada | »Haloška klonirana krava« (KTD Klopotec Soviče-Dravci) | Dvodnevni polni penzion (Portorož) |
| 2. nagrada | »Pika Nogavička in njeni otroci« (Bukovci)             | Enodnevni izlet po Sloveniji       |
| 3. nagrada | »Guma« (Gledališče čez cesto iz Kranja)                | Praktično darilo                   |
| 4. nagrada | »Slovenčki na poti v Evropo« (Dvorjane)                | Praktično darilo                   |
| 5. nagrada | »Nemški vojaki« (Vitanje)                              | Praktično darilo                   |
| 6. nagrada | »Center z rusami« (Ptuj)                               | Praktično darilo                   |
| 7. nagrada | »Prikaz dopusta leta 2003« (Polenšak)                  | Praktično darilo                   |

### Najbolj domiselne skupinske maske na karnevalskem balu v šotoru
Podeljene na karnevalskem balu na pustno soboto;
|            | Nastopajoči           | Nagrada     |
| ---------- | --------------------- | ----------- |
| 1. nagrada | podatki niso na voljo | 100,000 SIT |
| 2. nagrada | podatki niso na voljo | 60,000 SIT  |
| 3. nagrada | podatki niso na voljo | 30,000 SIT  |

### Najlepše okrašena stanovanjske hiše
- 40,000 tolarjev
- 25,000 tolarjev
- 10,000 tolarjev

### Najlepše okrašene izložbe
- 40,000 tolarjev
- 25,000 tolarjev
- 10,000 tolarjev

## Bližnji etnografski fašenki

### V okolici Ptuja
| #  | Povorka         | Dan               | Od   |
| -- | --------------- | ----------------- | ---- |
| 7. | Markovci        | pustna nedelja    | 1992 |
| 6. | Cirkovce        | pustni torek      | 1993 |
| 5. | Cirkulane       | pustna sobota     | 1994 |
| 3. | Videm pri Ptuju | pustni ponedeljek | 1996 |

## Trasa

### Mednarodna karnevalska povorka
- Avtobusna postaja (start) – Osojnikova – Trstenjakova – UE Ptuj – Slomškova – Miklošičeva – Mestni trg – Krempljeva – Dravska – Cafova – Prešernova – Slomškova – Potrčeva – Ciril Metodov drevored – Osojnikova – Avtobusna postaja (zaključek)